# Атланто-балтийский антропологический тип
Атланто-балтийский антропологический тип — малая раса (антропологический тип) в составе большой европеоидной расы. Характеризуется очень светлой пигментацией кожи, глаз и волос, большой длиной носа, мезокефалией, сильным развитием третичного волосяного покрова, высоким ростом. Распространён на территории Великобритании, скандинавских стран, Латвии и Эстонии.
Отличается от очень похожей беломорско-балтийской расы большей высотой и меньшей шириной лица, прямым носом, большим ростом, несколько более тёмной пигментацией и большим ростом бороды и усов.
Выделяется только при популяционном подходе, не тождественен нордической расе типологического подхода. Выделен Н. Н. Чебоксаровым (1951), присутствует в учебнике антропологии Я. Я. Рогинского и М. Г. Левина как «атланто-балтийская малая раса».
В. П. Алексеев в своей книге «География человеческих рас» (1974) представил схему расовой классификации, в которой атланто-балтийской расе соответствует западнобалтийская группа популяций балтийской или североевропейской локальной расы.
В классификации В. В. Бунака (1980) в европейскую расовую ветвь западного расового ствола входят отдельно атлантическая раса и балтийская раса. В данной классификации атлантическая раса и является синонимом атланто-балтийской расы иных классификаций.